# Блумфонтейн
Блу́мфонтейн (африк. Bloemfontein, сесото Mangaung) — город в ЮАР, центр провинции Фри-Стейт, судебная столица страны.

## История

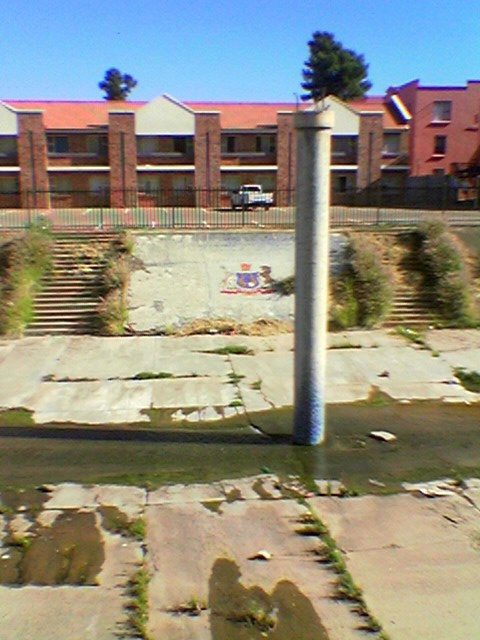
Источник, давший название городу

Ферма на месте будущего города была основана в 1840 г. буром Йоханнесом Бритсом, участником Великого Трека. Он нарёк свою ферму — «фонтаном цветов» В 1846 году английский майор Генри Дуглас Уорден, купивший ферму у Бритса, заложил здесь форт.
3 февраля 1848 г. урочище Блумфонтейн была аннексировано британским правительством. В июле 1848-го освободительную войну против Великобритании начал Андрис Преториус. 20 июля Преториус выбил британцев из Блумфонтейна. И начал строительство реформатской церкви (была торжественно открыта лишь в мае 1852 года). Однако, в августе 1848 г. губернатор Гарри Смит разгромил армию Преториуса в сражении при Боомплатс. На некоторое время Блумфонтейн снова стал британским.
С 1854 до 1902 гг. Блумфонтейн был столицей Оранжевой Республики. Железная дорога была построена в 1890 году и соединила Блумфонтейн с Кейптауном.
В 1899 году в городе проходила Блумфонтейнская конференция, которая не смогла предотвратить начала Англо-бурской войны. Во время войны в Блумфонтейне был организован концлагерь, в котором погибла бурская девочка Лиззи Ван Зейл, жертва бесчеловечности английских врачей и медсестёр. Её смерть привлекла большое внимание.
8 января 1912 года в Блумфонтейне был основан Африканский национальный конгресс, целью которого было принятие законов, которые защищали бы права чернокожего населения, которое составляло большинство населения ЮАС. В заседаниях Конгресса принимал участие поэт Джон Дубе, впоследствии ставший его первым президентом.

## География и климат

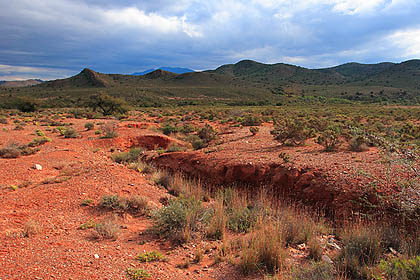
Пейзаж на границе регионов Высокий Велд и Карру

Блумфонтейн расположен на юге региона Высокий Вельд (обширного степного холмистого плато, лежащего на высоте 1300—2000 метров над уровнем моря), который к юго-западу от города переходит в полупустынный регион Карру.
Климат города полупустынный, с жарким летом и прохладной, сухой зимой. Снег выпадает раз в несколько лет (последний раз в 2012 году). Среднегодовой уровень осадков — 559 мм.
| Показатель                    | Янв. | Фев. | Март | Апр. | Май  | Июнь | Июль | Авг. | Сен. | Окт. | Нояб. | Дек. | Год |
| ----------------------------- | ---- | ---- | ---- | ---- | ---- | ---- | ---- | ---- | ---- | ---- | ----- | ---- | --- |
| Абсолютный максимум, °C       | 39   | 39   | 35   | 33   | 30   | 25   | 24   | 29   | 34   | 35   | 37    | 38   | 39  |
| Средний суточный максимум, °C | 31   | 29   | 27   | 23   | 20   | 17   | 17   | 20   | 24   | 26   | 28    | 30   | 24  |
| Средняя температура, °C       | 23   | 22   | 19   | 15,5 | 11,5 | 7,5  | 7,5  | 10,5 | 14,5 | 17,5 | 20    | 22   | 16  |
| Средний суточный минимум, °C  | 15   | 15   | 12   | 8    | 3    | −2   | −2   | 1    | 5    | 9    | 12    | 14   | 8   |
| Абсолютный минимум, °C        | 6    | 4    | 1    | −3   | −9   | −9   | −10  | −10  | −7   | −3   | 0     | 3    | −10 |
| Норма осадков, мм             | 83   | 111  | 72   | 56   | 17   | 12   | 8    | 15   | 24   | 43   | 58    | 60   | 559 |
| Источник: Погода и климат     |      |      |      |      |      |      |      |      |      |      |       |      |     |

## Население
Последняя перепись населения проводилась в 2011 году. По её данным, население Блумфонтейна насчитывало 256 185 человека, из них черных — 56,11 %, белых (преимущественно африканеров) — 29,79 %, цветных — 12,81 %.
Необходимо учитывать, что основные демографические тенденции в ЮАР после падения апартеида и перехода власти к чёрному большинству — уменьшение численности белых (в основном из-за эмиграции), переезд цветных в крупные города (Йоханнесбург, Кейптаун, Дурбан), рост численности негров (прежде всего, за счёт иммигрантов из близлежащих африканских стран). Таким образом, на настоящее время численность белого и цветного населения ниже, а чёрного — выше данных переписи.
Основным языком администрации, бизнеса и межнационального общения в городе является африкаанс (родной примерно для 1/4 населения, преимущественно белых и цветных). Чёрное население в быту использует местные языки (сото, тсвана, коса). Властями принимаются меры к вытеснению африкаанса английским языком в качестве языка администрации и бизнеса, в результате значительная часть молодёжи в той или иной мере владеет английским.

## Экономика и транспорт
Освоение золото-урановых месторождений в провинции способствовало превращению Блумфонтейна в значительный промышленный центр. Предприятия металлообрабатывающей, стекольной, пищевой, табачной, кожевенной промышленности. Университет. Обсерватория Бойдена.
Блумфонтейн — крупный узел железнодорожных и автомобильных путей, через него проходят дороги национального значения N1 (Кейптаун — Байтбридж), N6 (Ист-Лондон — Блумфонтейн) и N8 (Кимберли — Масеру). Город обслуживается международным аэропортом имени Брама Фишера (африк. Bram Fischer; IATA: BFN, ICAO: FABL) с пассажирооборотом 400 тыс. человек в год (2011). Прямые регулярные рейсы выполняются в Йоханнесбург, Кейптаун, Дурбан и Порт-Элизабет.

## Достопримечательности
Сегодня Блумфонтейн — столица провинции Фри-Стейт и судебная столица ЮАР. Вид на город открывается с обзорной площадки, расположенной на высоком холме, название которого — Нэвэл Хилл — происходит от обозначения батареи английских корабельных пушек, которые были установлены здесь во время Англо-бурской войны.
- Национальный парк Голден-Гейт-Хайлендз находится у подножия гор Малути в провинции Фри-Стейт. Он славится своими крутыми песчаными скалами, которые под воздействием ветра и дождя приобрели причудливые очертания. В парке водятся редкие бородатые ястребы, лысые ибисы и черные орлы.
- Первая ратуша, построенная в 1849 году, четвёртая ратуша, строительство которой было завершено в 1893 году и которую часто называют жемчужиной архитектуры Фри-Стейта; старая президентская резиденция; здания Апелляционного и Верховного судов.
- Национальный музей пользуется известностью у ученых всего мира: здесь хранятся эмбрион слона весом 11 г, метеорит в 48,89 кг и другие редкости.
- Мемориал женщинам — завораживающий обелиск из песчаника высотой в 36,5 метров, возведенный в честь 26 000 бурских женщин и детей, погибших в британских концентрационных лагерях во время англо-бурской войны.
- Военный музей бурской Оранжевой Республики.
- Национальный литературный музей африкаанс.
- Вишневый сад в парке Гамильтон насчитывает свыше шести тысяч вишневых деревьев; в Королевском парке роз свыше четырёх тысяч розовых кустов.
- Деревня басуто даст представление об истории, культуре и образе жизни сото.